# Che tempi!
Pour plus de détails, voir Fiche technique et Distribution.
Che tempi! est une comédie italienne réalisée par Giorgio Bianchi et sortie en 1948.
Il s'agit de l'adaptation cinématographique de la pièce de théâtre Pignasecca e Pignaverde d'Emerico Valentinetti.

## Synopsis
Anna, fille unique de Felice Pastorino, riche marchand génois, tombe amoureuse d'un jeune marin, Eugenio Devoto, avec lequel elle n'a échangé que quelques mots. Pastorino, homme de cœur, aime sincèrement sa fille, mais il est aussi très attaché à l'argent et voudrait la donner en mariage à son cousin Alessandro Raffo, un homme qui n'est plus tout jeune, certes riche, mais étroit d'esprit et arriviste.
Eugenio, bien que malmené, s'embarque le lendemain de cette rencontre pour l'Amérique du Sud à la recherche de la fortune, non sans avoir promis à Anna qu'à son retour, il la demandera en mariage. Les années passent, Anna se surprend souvent à penser à Eugenio et cette promesse lui fait refuser tout autre parti, à commencer par son cousin Alessandro, envers lequel elle n'éprouve aucune sympathie.
Quelques années plus tard, cependant, désabusée par l'attente et ne voyant pas d'autre issue, elle cède à l'insistance de son père et se résigne à épouser Alessandro. Le jour du mariage, alors que le prêtre pose à Anna la question fatidique, une voix s'élève du fond de l'église et crie : non ! C'est Eugenio, de retour d'Argentine où il a fait fortune ; lui non plus ne l'a jamais oubliée et il est revenu pour tenir sa promesse. Anna est troublée et le mariage est reporté ; Eugenio trouve alors un moyen de l'approcher et de lui déclarer sa flamme. Elle est également amoureuse de lui et M. Pastorino finit par donner son accord, convaincu également par le fait qu'Eugenio n'emmènera pas sa fille avec lui en Argentine mais qu'il deviendra directeur de la succursale commerciale de l'entreprise à Gênes.

## Fiche technique
- Titre original italien : Che tempi![1]
- Réalisateur : Giorgio Bianchi
- Scénario : Giorgio Bianchi, Aldo De Benedetti, Gilberto Govi
- Photographie : Giuseppe La Torre
- Montage : Gabriele Varriale
- Musique : Cesare A. Bixio, Angelo Francesco Lavagnino
- Société de production : Taurus Film
- Pays de production :  Italie
- Langue originale : italien
- Format : Noir et blanc - 1,37:1 - Son mono - 35 mm
- Durée : 95 minutes
- Genre : Comédie
- Dates de sortie :
  - Italie : 1948 (visa délivré le 2 mars 1948)

## Distribution
- Gilberto Govi : Felice Pastorino
- Lea Padovani : Anna Pastorino
- Walter Chiari : Eugenio Devoto
- Alberto Sordi : Manuel Aguirre
- Paolo Stoppa : Alessandro Raffo
- Anna Caroli (it) : servante
- Enrico Ardizzone : porteur
- Daniele Chiapparino : barbier
- Luigi Dameri : Merello, le grossiste
- Sergio Fosco : vendeur de cravates
- Giacomo Gaggero : porteur
- Andrea Poggi : chauffeur de taxi